# Фернель (лунный кратер)
Кратер Фернель (лат. Fernelius) — большой древний ударный кратер в южном полушарии видимой стороне Луны. Название присвоено в честь французского математика, астронома и врача Жана Фернеля (1497—1558) и утверждено Международным астрономическим союзом в 1935 г. Образование кратера относится к донектарскому периоду.

## Описание кратера

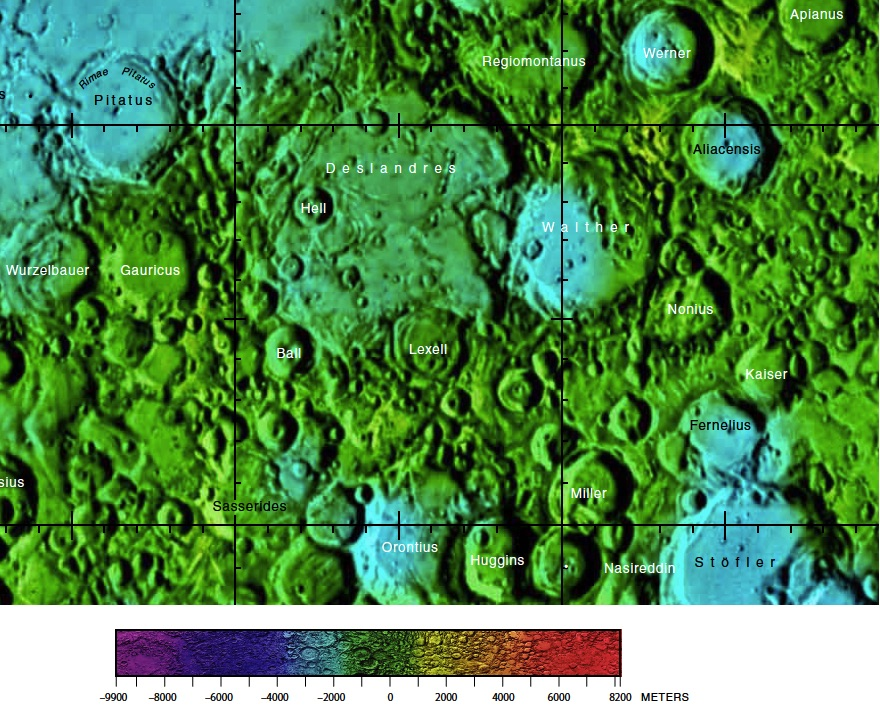
Окрестности кратера Фернель. Фрагмент карты видимой стороны Луны.

Ближайшими соседями кратера Фернель являются кратер Нуньес на севере; кратер Кайзер на северо-востоке; кратер Штефлер на юге и кратер Миллер на западе-юго-западе. Селенографические координаты центра кратера 38°11′ ю. ш. 4°52′ в. д. / 38,18° ю. ш. 4,86° в. д., диаметр 68,4 км, глубина 3280 м.
Кратер Фернель расположен в материковой части южного полушария и имеет циркулярную чашеобразную форму. Вал сглажен и перекрыт множеством кратеров различного размера, западная часть вала перекрыта сателлитным кратером Фернель А (см. ниже), чаши кратеров соединены изогнутым ущельем. Дно чаши кратера сравнительно ровное, испещрено множеством мелких кратеров, без приметных структур.  

## Сателлитные кратеры

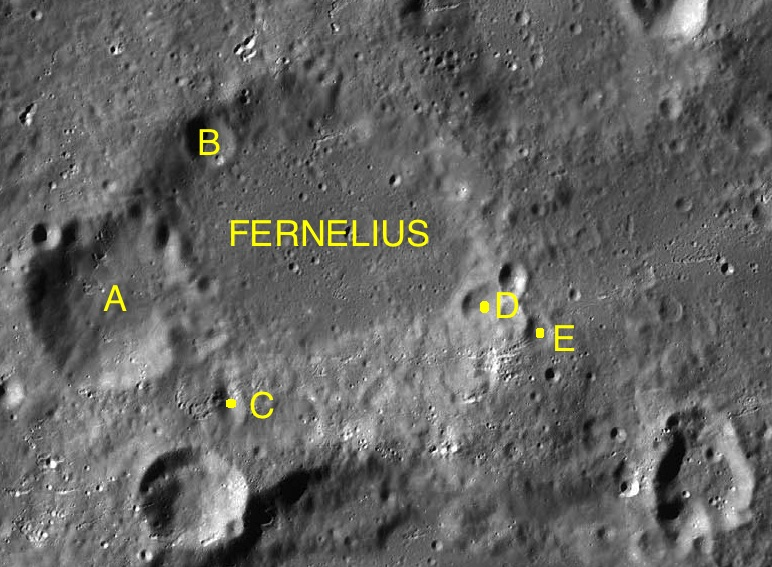
Фрагмент карты LAC-112.

| Фернель | Координаты                                          | Диаметр, км |
| ------- | --------------------------------------------------- | ----------- |
| A       | 38°24′ ю. ш. 3°29′ в. д. / 38,4° ю. ш. 3,48° в. д.  | 29,6        |
| B       | 37°27′ ю. ш. 4°07′ в. д. / 37,45° ю. ш. 4,12° в. д. | 9,1         |
| C       | 38°56′ ю. ш. 4°22′ в. д. / 38,94° ю. ш. 4,37° в. д. | 6,7         |
| D       | 38°17′ ю. ш. 6°10′ в. д. / 38,28° ю. ш. 6,16° в. д. | 7,7         |
| E       | 38°24′ ю. ш. 6°34′ в. д. / 38,4° ю. ш. 6,57° в. д.  | 5,6         |

## См.также
- Список кратеров на Луне
- Лунный кратер
- Морфологический каталог кратеров Луны
- Планетная номенклатура
- Селенография
- Минералогия Луны
- Геология Луны
- Поздняя тяжёлая бомбардировка